# Buslijn 18 (Gent)
Buslijn 18 is een buslijn die rijdt door de Belgische stad Gent. Deze buslijn verbindt de eindhaltes P+R Oostakker en Luchterenstraat. Deze lijn doet hetzelfde traject als buslijn 17 alleen splitsen ze aan de halte Rozenlaan. Lijn 18 rijdt vervolgens door richting Drongen Luchterenen. Deze Lijn heeft op schooldagen een langer traject richting Merendree Dorp, dit 1 maal 's morgens en 1 maal 's middags. Voor de werknemers van Volvo Truck en Volvo Parts heeft deze lijn tijdens school- en schoolvakantiedagen enkele ritten richting Oostakker Vovlo Truck. De belangrijkste haltes van deze route zijn: P+R Oostakker, Dampoort, Sint-Jacobs, Korenmarkt en Brugsepoort.

## Traject Lijn 18
Lijn 18P+R Oostakker → Korenmarkt → Drongen Luchteren → (Merendree) ↔ (Merendree) → Drongen Luchteren → Korenmarkt → P+R Oostakker,heeft 55 haltes in totaal, dit in Oostakker, Sint-Amandsberg, Gent en Drongen.
1. Oostakker Volvo Truck
2. Oostakker Volvo Parts
3. Oostakker Vossenbergstraat
4. Oostakker Louise Derachestraat
5. Oostakker Wildebrake
6. Oostakker Teirlinckstraat
7. Sint-Amandsberg Achtenkouterstraat
8. Sint-Amandsberg P+R Oostakker
9. Sint-Amandsberg Oudebareelstraat
10. Sint-Amandsberg Beelbroekstraat (enkel richting P+R Oostakker)
11. Sint-Amandsberg Grammestraat (enkel richting P+R Oostakker)
12. Sint-Amandsberg Kabine Westveld
13. Sint-Amandsberg Schuurstraat
14. Sint-Amandsberg Vinkenlaan
15. Sint-Amandsberg Koerspleinstraat
16. Sint-Amandsberg Nachtegaaldreef
17. Sint-Amandsberg Jef Crickstraat
18. Gent Rozebroekstraat
19. Gent Schoolstraat
20. Gent Van Arenbergstraat
21. Gent Dampoort
22. Gent Veemarkt
23. Gent Eendrachtstraat
24. Gent Lousbergsbrug
25. Gent Puinstraat
26. Gent Van Eyckstraat
27. Gent Reep
28. Gent Sint-Jacobs
29. Gent Korenmarkt
30. Gent Poel
31. Gent Brugsepoort
32. Gent Weversstraat
33. Gent Ooievaarstraat
34. Gent Geitstraat
35. Gent Malemstraat
36. Drongen Brughuis
37. Drongen Halfweg
38. Drongen Watersportbaan
39. Drongen Koninginnelaan (enkel richting Drongen)
40. Drongen Rotonde
41. Drongen Steenhuisdreef
42. Drongen Drongenplein
43. Drongen Klaverdries
44. Drongen Congregatiestraat
45. Drongen Rozenlaan (splitsing Lijn 17)
46. Drongen Luchterenkerkweg
47. Drongen Rodehoedestraat
48. Drongen Kerkhof
49. Drongen Beekstraat
50. Drongen Heiebree
51. Drongen Steenovenstraat
52. Drongen Catriestraat
53. Drongen Luchterenstraat
54. Merendree Diepestraat (enkel richting Merendree)
55. Merendree Dorp